# Möldre (Misso)
Möldre – wieś w Estonii, w prowincji Võru, w gminie Misso.